# 洪基
洪 基（ホン・ギ、1916年3月3日 - 2004年7月20日）は、大韓民国第10代大統領崔圭夏の妻、韓国のファーストレディ。本貫は南陽洪氏。

## 人物
1935年に学生だった崔圭夏と結婚し、後に2男1女をもうけた。
崔圭夏とともに質素な生活ぶりで知られ、家政婦を雇わず自らの手で家事を行っていた。自宅の湧き水にポンプを設置して手で洗濯をしていた彼女は、総務秘書官に洗濯機を勧められると「手の洗濯も信じることができないのに、どんな機械に任せるの」と話した。また、買ったおかずをこまめに家計簿をつけるなどしていた。
晩年に病気になった彼女を崔圭夏は熱心に看病をし、看病日誌を細かくつけていた。崔圭夏はまた、「私が元気であれば妻の面倒をよく見てあげられる」と自身の健康にも気をつけていた。
洪基は2004年に88歳で死去し、国立大田顯忠院に埋葬された。2年後に後を追った崔圭夏もそこに埋葬された。